# Guerrero (municipalité)
Pour les articles homonymes, voir Guerrero (homonymie).
La municipalité de Guerrero est l'une des 43 municipalités de l'État de Tamaulipas, et est située dans la partie nord-ouest de cet État. Située à l'ouest du golfe du Mexique, elle appartient au bassin versant du fleuve Río Grande, qui marque la frontière entre les États-Unis et le Mexique. Elle est également limitrophe à l'ouest et au sud de l'État mexicain de Nuevo León. Son chef-lieu est la ville de Nueva Ciudad Guerrero. Elle dépend de la région Norte, qui est une des 6 subdivisions administratives de l'État de Tamaulipas.

## Géographie
La municipalité de Guerrero s'étend du nord-ouest au sud-est le long de la rive méridionale du fleuve Río Grande, et est traversée par de nombreuses rivières tributaires de ce fleuve, dont le Río Salado, qui la traverse d'ouest en est. Située dans les plaines de Coahuila et de Nuevo León, son altitude oscille entre 50 et 200 mètres. Un important barrage, le Barrage Falcon, inauguré en 1953, est établi sur le Río Grande, avec en amont un vaste lac de retenue, à cheval entre les deux pays. Son chef-lieu, la ville de Nueva Ciudad Guerrero, se situe dans les confins sud-est de son territoire, sur la limite administrative séparant la municipalité de celle de Mier, à distance du Río Grande, à une altitude de 180 mètres. Son territoire couvre une superficie de 2406,85 km², et était peuplé en 2020 de 3803 habitants.
Cette municipalité dépend de la région Norte, appelée aussi Región Fronteriza, qui est une des 6 subdivisions administratives de l'État de Tamaulipas, et regroupe les municipalités de Nuevo Laredo, Guerrero, Mier, Miguel Alemán, Camargo, Gustavo Díaz Ordaz, Reynosa, Río Bravo, Valle Hermoso et Matamoros.
Elle est limitrophe au nord de la municipalité de Nuevo Laredo, à l'ouest et au sud-ouest, dans l'État de Nuevo León, de celles d'Anáhuac, de Vallecillo et de Parás, au sud-est, à nouveau dans l'État de Tamaulipas, de celle de Mier, et au nord-est, aux États-Unis, des comtés texans de Starr et de Zapata.

## Composition et démographie
La municipalité était composée en 2010 de 301 localités.
| Localité              | Population |
| --------------------- | ---------- |
| Nueva Ciudad Guerrero | 3 674      |
| La Montura            | 5          |
| Los González          | 2          |
| El Nogal              | ?          |

En plus de l'espagnol, plusieurs langues amérindiennes sont parlées dans la municipalité, dont les principales sont par ordre d'importance : le zapotèque et le nahuatl.

## Histoire
Le 10 octobre 1750 est fondée la ville de Villa del Señor San Ignacio de Loyola de Revilla, en l'honneur de Juan Francisco de Güemes y Horcasitas, alors vice-roi de Nouvelle-Espagne et comte de Revillagigedo. Cette fondation entrait dans le cadre d'une campagne de colonisation menée par José de Escandón, entre 1748 et 1755, et qui aboutit à la création de la province de Nouvelle-Santander,. Fondée sur les bords de la rivière Río Salado, affluent de rive droite du fleuve Río Grande, la ville a dû être déplacée à trois reprises, mais toujours sur les bords de cette rivière. Le dernier déplacement fut effectué en 1754, sous la supervision de José de Escandón.
Après l'indépendance du Mexique, la ville change de nom en 1827, et prend celui de l'un des acteurs de cette indépendance, Vicente Guerrero, et devient Ciudad Guerrero Elle devient en 1829 le chef-lieu de la municipalité de Guerrero.

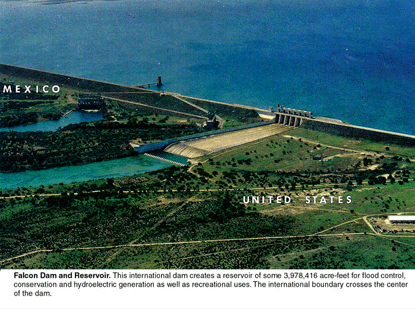
Le Barrage Falcon

En 1928, un pont est construit reliant Ciudad Guerrero à la petite ville de Zapata, au Texas, qui franchissait le Río Grande. Ce pont n'existe plus aujourd'hui.
En 1944, un accord entre les gouvernements américain et mexicain prévoit la construction de barrages le long des fleuves Río Grande et Colorado. Il prévoit notamment la construction du Barrage Falcon sur le Río Grande, en aval de Ciudad Guerrero. Ce projet prévoit d'engloutir la ville de Ciudad Guerrero, qui devra alors être déplacée. Inauguré en 1953, le barrage et sa mise en eau provoquent le déplacement du chef-lieu de la municipalité vers le sud, en un endroit qui dépend alors de la municipalité de Mier. Après accord entre les deux municipalités, la limite administrative est déplacée vers le sud. Ce nouveau chef-lieu prend alors le nom de Nueva Ciudad Guerrero.